# Tokimeki Memorial: Forever With You
Tokimeki Memorial: Forever With You (ときめきメモリアル 〜forever with you〜?, Tokimeki Memoriaru 〜 forever u~izu you 〜, lett. "Memoriale del batticuore") è un simulatore di appuntamenti sviluppato e pubblicato dalla Konami. È il primo titolo della serie Tokimeki Memorial.

## Cronologia delle pubblicazioni
Tokimeki Memorial è stato pubblicato per la prima volta su PC Engine il 27 maggio 1994. Ebbe un inaspettato successo, grazie alla sua grafica gradevole ed il buon doppiaggio, e venne immediatamente commercializzato per PlayStation e Sega Saturn col titolo Tokimeki Memorial: Forever With You ~, aggiungendoci un filmato iniziale, una grafica migliorata e nuovi misi sotto-giochi.
Nel 1996, venne pubblicato per Super Famicom (conosciuto internazionalmente come Super Nintendo) (Nintendo) col nome Tokimeki Memorial: Densetsu no Ki no Shita de, e sebbene impoverito a livello grafico e sonoro, includeva nella confezione un cd esclusivo CD con un drama ed un nuovo arrangiamento della sigla finale, Futari no Toki questa volta cantata coralmente da tutte le protagoniste del gioco, invece che solo da Shiori Fujisaki (l'eroina del gioco).
Ancora, nel 1999, il gioco venne nuovamente ripubblicato per Game Boy Color in due versioni, Tokimeki Memorial Sports Version: Kotei no Photograph e Tokimeki Memorial Culture Version: Komorebi no Melody, dividendo i dieci personaggi sulle due versioni e aggiungendone tre nuovi, Patricia McGrath, Naomi Munakata, e Kyoko Izumi. La versione per Game Boy Color comprendeva anche un mini-gioco del tipo Beatmania, compatibilità col Super Game Boy, un salvaschermo ed un mini-gioco a due giocatori.
Nel 2004, esattamente al decimo anniversario della pubblicazione del gioco per PC, il gioco è stato ripubblicato, questa volta in versione per cellulare, e nel 2006, esattamente al decimo anniversario della distribuzione del gioco per Super Famicom, è stato convertito per PlayStation Portable, virtualmente identico alla versione per PlayStation.

## Trama
Tokimeki Memorial: Forever With You segue la vita di uno studente delle scuole superiori giapponesi, nei tre anni del corso di studi. Il giocatore deve quindi gestire il tempo a propria disposizione fra lo studio, lo sport, la cura del proprio aspetto ed altre attività che fanno incrementare le proprie caratteristiche. A seconda delle caratteristiche a cui il giocatore maggiormente si dedica si farà la conoscenza di alcune studentesse della scuola, con cui sarà possibile organizzare uscite ed appuntamenti. Alla fine del gioco, a seconda del livello di relazione che si è raggiunto, una delle ragazze corteggiate potrebbe dichiarare il proprio amore al giocatore.
Il primo gioco della serie è particolarmente noto per la sua opzione "bomba", dove se le "avances" di una ragazza venivano rifiutate troppe volte, questa avrebbe riempito la scuola di pettegolezzi sul conto del giocatore, facendo abbassare inesorabilmente i vari livelli di abilità. Infatti, a gioco inoltrato, le "bombe" erano una delle preoccupazioni principali del giocatore, che era costretto ad alternare le proprie attenzioni fra le varie ragazze conosciute. Benché questa opzione sia stata lasciata nei successivi giochi della serie, essa è stata notevolmente ridotta di importanza e difficoltà.

## Accoglienza
Tokimeki Memorial è stato votato dai videogiocatori giapponesi alla posizione #23 fra i migliori videogiochi di tutti i tempi in un sondaggio del 2006 della rivista Famitsū.

## Personaggi
Shiori Fujisaki (藤崎 詩織?, Fujisaki Shiori)
Doppiata da: Mami Kingetsu
Amica di infanzia del personaggio controllato dal giocatore. Un tempo lei ed il personaggio erano molto amici, ma in seguito sembra abbiano preso strade differenti. Intelligente e studiosa, oltre che bellissima, Shiori è una delle ragazze più popolari nella sua scuola. Per conquistarla, il giocatore deve ottenere buoni risultati in tutte le proprie caratteristiche ed essere ammesso ad una università importante. È contraddistinta da lunghi capelli rossi ed un fermacapelli giallo. È uno dei primi personaggi di cui si ottiene il numero di telefono.
Saki Nijino (虹野 沙希?, Nijino Saki)
Doppiata da: Sachiko Sugawara
Manager del team di basket (o calcio, a seconda della versione) della scuola.
Ayako Katagiri (片桐 彩子?, Katagiri Ayako)
Doppiata da: Masayo Kawaguchi
Studentessa di arte, che ha l'abitudine di utilizzare termini in inglese, anche in discorsi normali. È spaventata mortalmente dall'acqua.water.
Yūko Asahina (朝日奈 夕子?, Asahina Yūko)
Doppiata da: Yoko Teppouzuka
Una vivace ragazza, allegra e piena di amici, anche se non ha buoni risultati a scuola. Viene spesso mostrata insieme a Yoshio Saotome.
Yukari Koshiki (古式 ゆかり?, Koshiki Yukari)
Doppiata da: Ayako Kurosaki
Ragazza educata e dal linguaggio delicato, figlia di una ricca famiglia.
Mio Kisaragi (如月 未緒?, Kisaragi Mio)
Doppiata da: Akiko Sekine
Una timidissima amante dei libri, caratterizzata da un paio di spessi occhiali.
Yuina Himou (紐緒 結奈?, Himou Yuina)
Doppiata da: Tomoko Naka
Una specie di scienziata pazza della scuola, con una fobia per i koala.
Mira Kagami (鏡 魅羅?, Kagami Mira)
Doppiata da: Rei Igarashi
Bellissima ragazza simile ad una modella, ma terribilmente fredda e difficile da approcciare.
Nozomi Kiyokawa (清川 望?, Kiyokawa Nozomi)
Doppiata da: Ayako Sasaki
Ragazza con tratti da maschiaccio, che adora nuotare ed i fiori.
Megumi Mikihara (美樹原 愛?, Mikihara Megumi)
Doppiata da: Mikiko Kurihara
La migliore amica di Shiori. È molto timida e silenziosa.
Yumi Saotome (早乙女 優美?, Saotome Yumi)
Doppiata da: YOSHIKIKURIN
Sorella minore di Yoshio, Yumi è energica e giocosa. Entra alla Kirameki High durante il secondo anno.
Miharu Tatebayashi (館林 見晴?, Tatebayashi Miharu)
Doppiata da: Shiho Kikuchi
Un personaggio segreto, in cui il giocatore si imbatte di tanto in tanto, ma che ufficialmente non può essere conquistata.
Yoshio Saotome (早乙女 好雄?, Saotome Yoshio)
Doppiato da: Yūji Ueda
Spesso mostrato in giro per la scuola con altre ragazze, Yoshio fornisce informazioni al giocatore sulle ragazze della scuola, compresi i numeri di telefono e le cose che possono essere apprezzate da loro. Teoricamente è il migliore amico del protagonista, ma se si verificano determinate condizioni, esso può diventare suo rivale nella conquista di una ragazza. Uno dei finali dello spin-off Tokimeki no Houkago ~Ne Quiz Shiyo~ include la possibilità che il protagonista e Yoshio stringano un patto per trovare entrambi una ragazza.
Rei Ijyuin (伊集院 レイ?, Ijyuin Rei)
Doppiato da: Narumi Tsunoda
Il ragazzo più popolare della scuola, Rei è il figlio maggiore di una famiglia ricca e potente. Tuttavia ha un segreto, che non può rivelare a nessuno. Sua sorella minore, Mei, è un personaggio conquistabile in Tokimeki Memorial 2.

### Drama Series
Minori Akiho (秋穂みのり?, Akiho Minori)
Doppiata da: Sakura Tange
Suzune Misaki (美咲鈴音?, Misaki Suzune)
Doppiata da: Houko Kuwashima

### Tokimeki Memorial Pocket
Kyoko Izumi (和泉恭子?, Izumi Kyoko)
Doppiata da: Saki Nakajima
Patricia McGrath (パトリシア・マクグラス?, Patorishia Makugurasu)
Doppiata da: Masayo Kurata
Naomi Munakata (宗像尚美?, Munakata Naomi)
Doppiata da: Yui Horie